# 森田果
森田 果（もりた はつる、1974年11月 - ）は、日本の法学者。専門は商法。東北大学教授。埼玉県出身。1997年学士助手（東京大学東京大学法学政治学研究科）。2009年11月、『金融取引における情報と法』により商事法務研究会賞を受賞。父は森田悌（群馬大学名誉教授、日本古代史専攻）。江頭憲治郎門下。

## 略歴
- 1997年3月 東京大学法学部第1類（私法コース）卒業
- 1997年4月 東京大学大学院法学政治学研究科助手
- 1997年10月 司法試験合格
- 2000年8月 東北大学大学院法学研究科助教授
- 2004年9月 シカゴ大学ロースクール客員助教授（2006年8月まで）
- 2007年4月 東北大学大学院法学研究科准教授
- 2015年1月 東北大学大学院法学研究科教授

## 著書
- 『金融取引における情報と法』（東北大学法政実務叢書1）（商事法務）
- 『支払決済法－手形小切手法から電子マネーまで－』(小塚荘一郎と共著、商事法務、2009年）
- 『実証分析入門――データから「因果関係」を読み解く作法』（日本評論社、2014年）